# Jüdischer Friedhof (Hostomice pod Brdy)

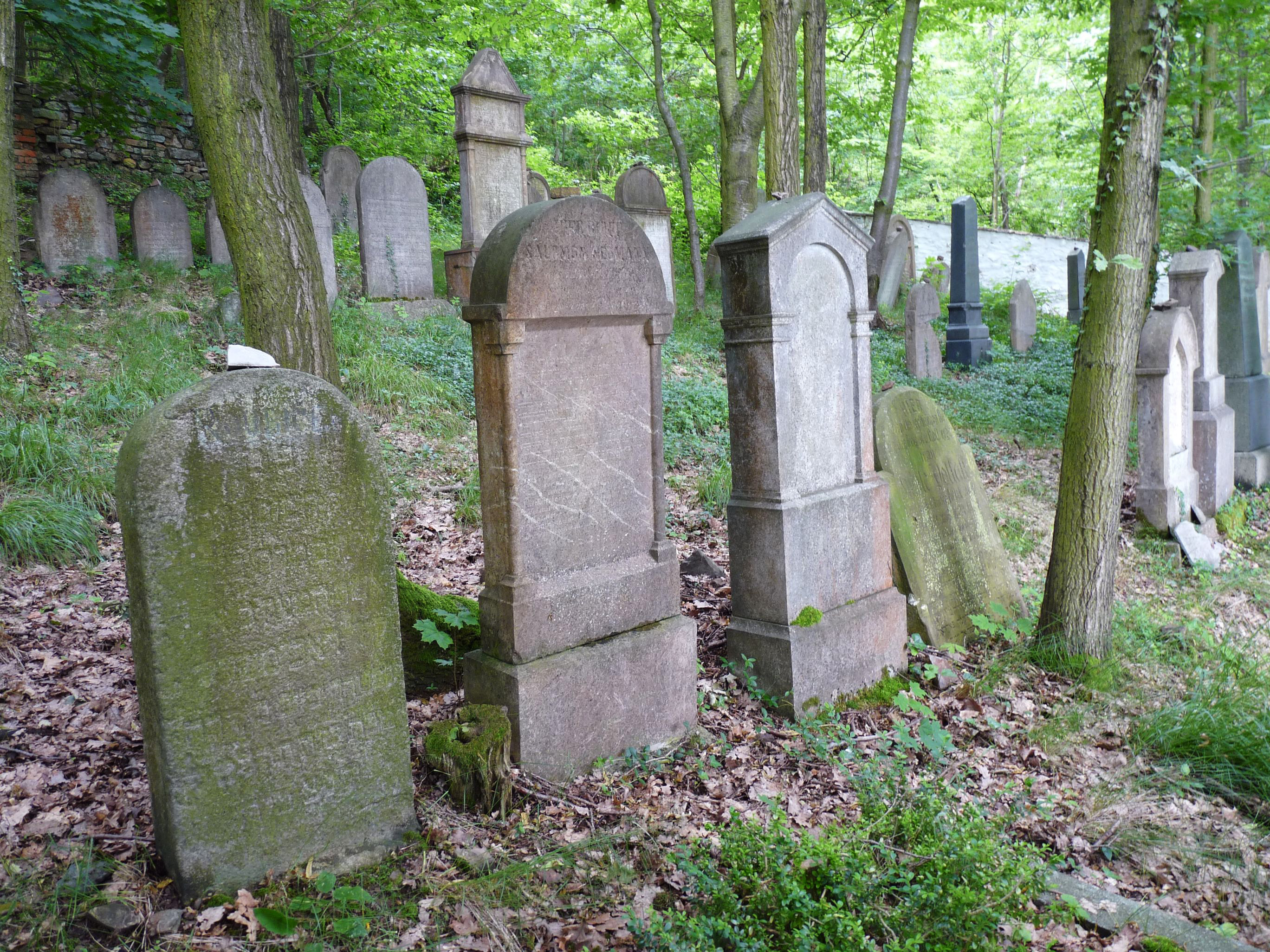
Jüdischer Friedhof in Hostomice pod Brdy

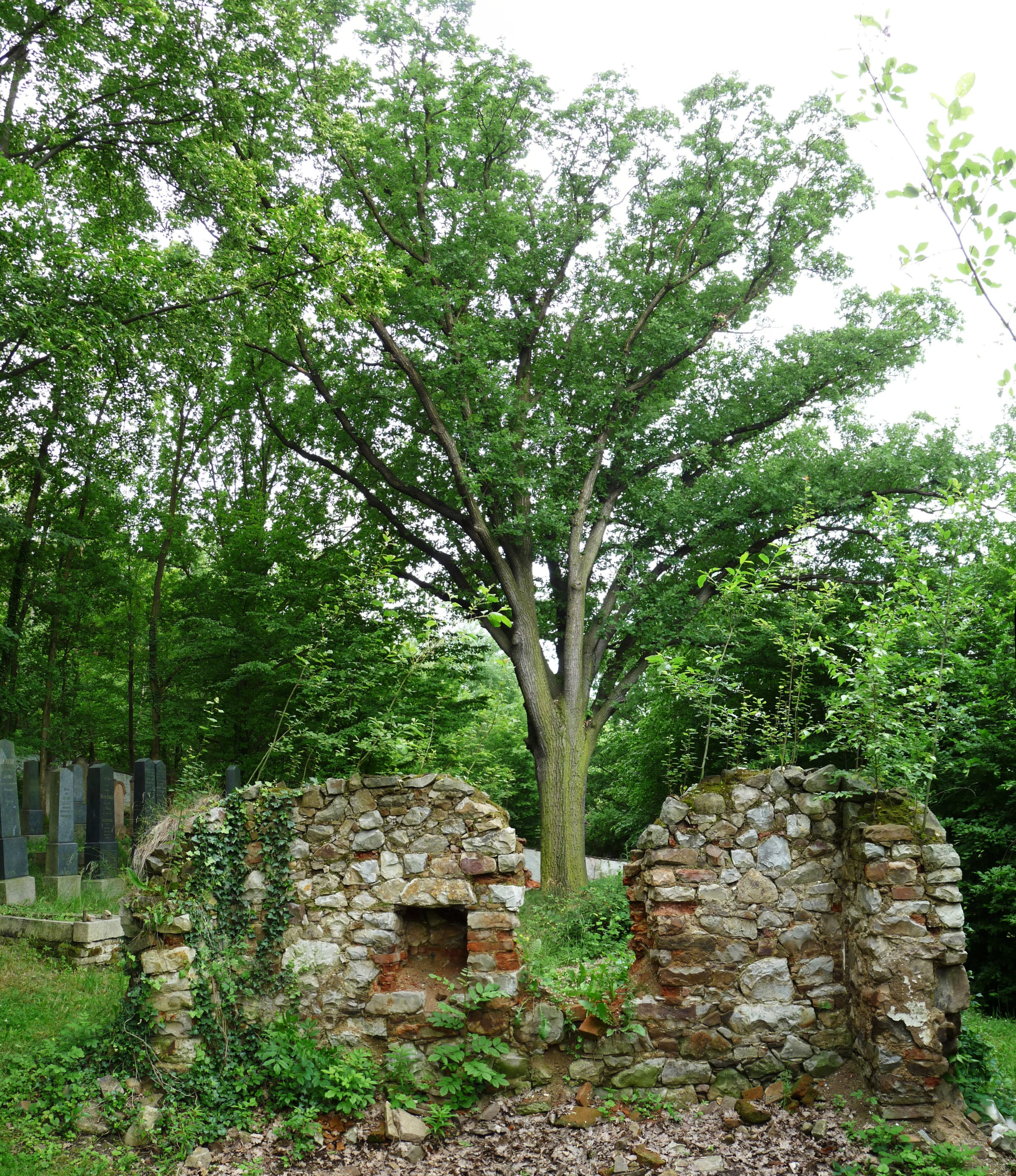
Reste des Taharahauses

Der Jüdische Friedhof in Hostomice pod Brdy (deutsch Hostomitz), einer tschechischen Stadt im Okres Beroun in der Mittelböhmischen Region, wurde 1837 errichtet. Der jüdische Friedhof ist seit 1988 ein geschütztes Kulturdenkmal.